# Österreichischer Bridgesportverband
Österreichischer Bridgesportverband (ÖBV), (på svenska 'österrikiska bridgesportförbundet'), är det nationella bridgeförbundet i Österrike.
Förbundet grundades 1929 av Paul Stern, som blev dess första ordförande. Österrikes Bridgesportförbund är anslutet till World Bridge Federation. Förbundet har sitt kontor i Wien och dess ordförande är Doris Fischer. Det är Europas äldsta bridgeförbund. Österrike var en framgångsrik bridgenation åren före andra världskriget. Österrikes Bridgesportförbund inkludera 2431 medlemmar.